# Там, где дремлют леса
«Там, где дремлют леса…» — второй студийный альбом группы Сварга, вышедший в декабре 2007 года на лейбле Svasound records.

## Об альбоме
«Там, где дремлют леса» были по традиции записаны на студии Moscow Sound под руководством Сергея «Lazar»'я Аркона, Rossomahaar и Сергея Левченко, который внес свой вклад и в материал альбома в виде нескольких клавишных партий. При записи диска использовалось большое количество фольклорных инструментов: помимо аккордеона, являющегося визитной карточкой Сварги, использовались варган, флейта, испанская волынка, жалейка и другие духовые инструменты. В записи альбома принимали участие Ксения (Калевала), Маша «Scream» (Аркона), Алексей Большов (Наследие вагантов) и Фёдор Ветров (Ветер Воды).

## Список композиций
1. Мороки
2. Волчья
3. Голос лютеня
4. Заклятье
5. Там, где дремлют леса…
6. Поднебесные
7. Северное небо
8. Ветер
9. Долго ли…
10. Не могу лететь

## Список участников
Основной состав:
- Wolfenhirt — голос, тексты
- Mike — бас, гитара, акустическая гитара
- Hurry — аккордеон
- Saint — гитара, акустическая гитара
- Minoss — духовые
- Bruno — виолончель
- Zahaar — ударные

Сессионные:
- А.Разиков — варган
- Маша «Scream» (Аркона) — бэк-вокал.
- Федор Ветров (Ветер Воды) — альт
- Алексей Большов (Наследие вагантов) — блок-флейта, испанская волынка (gaita gallega, жалейка и ряд других духовых инструментов).
- Ксения (Калевала) — бэк-вокал